# Belvederetorson
Belvederetorson (italienska: Torso di Belvedere) är en del av en romersk skulptur från första århundradet f.Kr., utförd efter ett grekiskt bronsoriginal från 100-talet f.Kr. Skulptören är atenaren Apollonios, som verkade inom den nyattiska skolan. Torson antas komma från en skulptur föreställande Ajax självmord under det trojanska kriget.

### Webbkällor
- ”The Belvedere Torso”. Vatican Museums. http://mv.vatican.va/3_EN/pages/x-Schede/MPCs/MPCs_Sala06_01.html. Läst 11 april 2016.